# Rudolf Malter
Rudolf Malter (* 30. Juli 1937 in Spiesen; † 2. Dezember 1994 in Mainz) war ein deutscher Philosoph und Professor an der Johannes Gutenberg-Universität Mainz. Er gilt als bedeutender Kant- und Schopenhauerforscher seiner Zeit. Er betrachtete seine philosophische Arbeit in besonderem Maße als Verständnis, Nachvollzug und auch als Fortentwicklung des transzendentalphilosophischen Denkens Immanuel Kants. Als Hauptverdienst Malters gilt die Wiederentdeckung Schopenhauers als eines Philosophen, dessen Denken kategorial und terminologisch der nachkantischen Philosophie zugehört.

## Leben
Nach seiner Dissertation über Reflexion und Glaube bei Georg Hermes: Historisch-systematische Studie zu einem zentralen Problem der modernen Religionsphilosophie (1966) kam Malter als Assistent 1969 an die Johannes Gutenberg-Universität Mainz, an der sein Doktorvater Joachim Kopper den Lehrstuhl von Fritz-Joachim von Rintelen übernommen hatte. Im selben Jahr begann seine Mitarbeit in der von Gottfried Martin und Ingeborg Heidemann in Bonn neu gegründeten Kant-Gesellschaft, die in Mainz ihr festes Arbeits- und Organisationszentrum fand.
In seiner Habilitationsschrift von 1975 über „Das reformatorische Denken und die Philosophie: Luthers Entwurf einer transzendental-praktischen Metaphysik“ setzt Malter die Transzendentalphilosophie Kants und die religiös begründete Metaphysik in Beziehung.
1990 begründete er die Kant-Forschungsstelle der Johannes Gutenberg-Universität.
1991 veröffentlichte Malter ein grundlegendes Werk über Arthur Schopenhauer: Arthur Schopenhauer. Transzendentalphilosophie und Metaphysik des Willens. Er betont hier besonders die „soteriologische Funktion des Systems“. Wolfgang Marx urteilt in seiner Rezension von 1994: „Diese Monographie präsentiert die Kernbestande der Schopenhauerschen Philosophie umfassend und mustergültig präzise. Die überall souveräne Stoffbeherrschung und brillante Explikation des konsequent entwickelten Ganges der Darstellung sowie der diese begleitenden kritischen, immanent kritischen Reflexion in dieser Untersuchung sind überzeugend und beeindruckend. Sie darf als Meisterwerk der kritischen Monographie gelten.“
Für die Philosophie-Didaktik stellte Malter in Anschluss an Kant die zetetische Methode systematisch dar.
Malter arbeitete im Rahmen seiner Forschungen intensiv im Bereich der Forschungsbibliografie und Forschungsgeschichte. Er gab zahlreiche philosophische Grundlagenschriften neu heraus und veröffentlichte Materialbände zu Kant und Dokumentationen und Sammelwerke zu Kants und Schopenhauers Leben und Wirken.

## Mitgliedschaften und Funktionen
- Von 1984 bis 1992 war Malter als Nachfolger Artur Hübschers und Wolfgang Schirmachers Präsident der Schopenhauer-Gesellschaft und Herausgeber des Schopenhauer-Jahrbuchs.
- Ab 1984 Mitherausgeber der Kant-Studien, mit Joachim Kopper und Gerhard Funke
- Von 1993 bis 1994 war Malter Vorsitzender der Kant-Gesellschaft e. V. in Bonn.
- Er war auch Kanzler der Gesellschaft der Freunde Kants, ehem. Königsberg (ab 1947 in Göttingen, ab 1974 in Mainz).

## Philosophie
Heinz Gerd Ingenkamp sieht in seinem Nachruf Malter nicht als „Schopenhauerianer“, sondern als Denker, der über Luther und Kant zu Schopenhauer kam und von Anfang an den Erlösungsgedanken weiterverfolgte: „Malter stellt somit die Frage, wie Erlösung Hauptgegenstand Lutherischen Denkens angesichts Kritischer Philosophie möglich ist.“ Ingenkamp weist auf einen von Malter 1982 publizierte Aufsatz hin: Erlösung durch Erkenntnis. Über die Bedingung der Möglichkeit der Schopenhauerschen Lehre von der Willensverneinung. In diesem Aufsatz habe Malter die übliche unsinnige Interpretation der Lehre Schopenhauers im Sinne einer Erkenntnis als Erlösungsweg überwunden, insofern er diese Erkenntnis nicht allein subjektiv auf den menschlichen Intellekt eines Individuums bezog. Malter verlegte vielmehr die Erkenntnis in den Welt-Willen selbst. Dieser erlöst sich in und durch die menschlichen Selbst-Erkenntnis mit.
( …) nur unter der Voraussetzung, dass der Wille uranfänglich auf Erkenntnis bezogen ist, kann a posteriori der Prozess eintreten, den wir als augenblickshaftes Vergessen der Willensversklavtheit des Erkennens (…) und als dauernde Aufhebung der Willensherrschaft (…) explizit vor Augen haben. (S. 55)
Ingenkamp betont, dass das kantianische Verständnis Schopenhauers dem früher üblichen platonisierenden widersprach, Malter mit seinem Kantverständnis aber den Nachweis liefern konnte und dafür in der Kantgesellschaft anerkannt wurde. „Offenbar hat man das Schopenhauerbuch als das angesehen, was es ist: als auch ein Kantbuch und hat damit Rudolf Malter einen Wunsch erfüllt, den er vom Anfang seiner Schopenhauer-Forschung an gehegt hat: Schopenhauer mit Kant in den für die seriöse Schopenhauer Rezeption so wichtigen einen Atemzug zu bringen.“

## Werke
- Reflexion und Glaube bei Georg Hermes: Historisch-systematische Studie zu einem zentralen Problem der modernen Religionsphilosophie. 1966.
- Joachim Kopper u. Rudolf Malter (Hrsg.): Immanuel Kant zu ehren. Suhrkamp Ff./M. 1974 ISBN 3-518-07661-2
- Das reformatorische Denken und die Philosophie: Luthers Entwurf einer transzendental-praktischen Metaphysik. Bouvier, Bonn 1980.
- Erlösung durch Erkenntnis. Über die Bedingung der Möglichkeit der Schopenhauerschen Lehre von der Willensverneinung, in: Zeit der Ernte. Festschrift für Arthur Hübscher. Hrsg. von W. Schirmacher. Stuttgart-Bad Cannstatt 1982, 41–59.
- Kleines Schopenhauer-Brevier. Gedanken aus dem Handschriftlichen Nachlaß. Auswahl und Nachwort. Frankfurt a. M.: Insel Verlag 1987
- Der eine Gedanke. Hinführung zur Philosophie Arthur Schopenhauers. Darmstadt: Wissenschaftliche Buchgesellschaft 1988
- Arthur Schopenhauer: Transzendentalphilosophie und Metaphysik des Willens. Stuttgart-Bad Cannstatt: Frommann-Holzboog 1991.
- (Hrsg.): Denken wir uns aber als verpflichtet.... Königsberger Kant-Ansprachen 1804–1945. Harald Fischer Verlag, Erlangen 1992. ISBN 3-89131-027-7